# كلايتون هولمز
كلايتون هولمز (بالإنجليزية: Clayton Holmes)‏ هو لاعب كرة قدم أمريكية أمريكي، ولد في 23 أغسطس 1969 في فلورنس في الولايات المتحدة.

## وصلات خارجية
- كلايتون هولمز على موقع مرجع كرة القدم المحترفة.كوم (الإنجليزية)